# Carebara obtusidenta
Carebara obtusidenta  (лат.) — вид очень мелких муравьёв рода Carebara из подсемейства Myrmicinae (Formicidae). Индия, Китай.

## Описание
Мелкие муравьи желтовато-коричневого цвета. Длина тела рабочих составляет 1—2 мм, солдаты до 2,6 мм. Голова солдат с прямыми параллельными боками. Усики самок 9-члениковые. Проподеальные шипики развиты. Самки и самцы не обнаружены. Близок к виду Carebara spinata, у которого жвалы с 5 зубцами. Стебелёк между грудкой и брюшком состоит из двух члеников: петиолюса и постпетиолюса (последний четко отделен от брюшка), жало развито.

## Систематика
Вид был описан в 2003 году китайским энтомологом профессором Ж. Сю (Zhenghui Xu) по материалам из Китая  под первоначальным названием Oligomyrmex obtusidentus Xu, 2003. Валидный статус был подтверждён в 2014 году в ходе ревизии местной фауны индийскими энтомологами Химендером Бхарти (Himender Bharti; Department of Zoology and Environmental Sciences, Punjabi University, Патиала, Пенджаб, Индия) и Ш. А. Акбаром. Относят к трибе Solenopsidini или Crematogastrini.